# Silvije Čavlina
Silvije Čavlina (Zagabria, 22 aprile 1977) è un ex calciatore croato, portiere.

## Biografia
Suo figlio Nikola è a sua volta un calciatore professionista.

## Palmarès
- Fußball-Bundesliga (Austria): 1

Sturm Graz: 2010-11